# Cohors I Cannanefatium
Die Cohors I Cannanefatium (deutsch 1. Kohorte der Cananefaten) war eine römische Auxiliareinheit. Sie ist durch Militärdiplome und Ziegelstempel belegt.

## Namensbestandteile
- Cannanefatium: der Cananefaten. Die Soldaten der Kohorte wurden bei Aufstellung der Einheit aus dem germanischen Stamm der Cananefaten rekrutiert.

Da es keine Hinweise auf die Namenszusätze milliaria (1000 Mann) und equitata (teilberitten) gibt, ist davon auszugehen, dass es sich um eine reine Infanterie-Kohorte, eine Cohors (quingenaria) peditata, handelt. Die Sollstärke der Einheit lag bei 480 Mann, bestehend aus 6 Centurien mit jeweils 80 Mann.

## Geschichte
Die Kohorte war in der Provinz Dacia Porolissensis stationiert. Sie ist auf Militärdiplomen für die Jahre 128 bis 165 n. Chr. aufgeführt. Tacitus erwähnt in seinen Historiae (Buch IV, Kapitel 19) eine Canninefatium cohortis.
Der erste Nachweis der Einheit in Dacia Porolissensis beruht auf einem Diplom, das auf 128 datiert ist. In dem Diplom wird die Kohorte als Teil der Truppen (siehe Römische Streitkräfte in Dacia) aufgeführt, die in der Provinz stationiert waren. Weitere Diplome, die auf 130/131 bis 165 datiert sind, belegen die Einheit in derselben Provinz.

## Standorte
Standorte der Kohorte in Dacia waren möglicherweise:
- Kastell Tihău: Ziegel mit dem Stempel C I C F (AE 1994, 1485) wurden hier gefunden.

## Angehörige der Kohorte
Angehörige der Kohorte sind nicht bekannt.